# ترگوئیه
ترگوئیه، روستایی از توابع بخش رابر شهرستان بافت در استان کرمان ایران است.

## جمعیت
این روستا در دهستان هنزا قرار دارد و براساس سرشماری مرکز آمار ایران در سال ۱۳۸۵، جمعیت آن ۳۱ نفر (۱۲خانوار) بوده‌است.